# Mohammed Al-Saedi
Mohammed Abbas Shyaa Al-Saedi (arab. الصعيدي محمد عباس شياع ;ur. 31 grudnia 1986) – iracki zapaśnik walczący w stylu klasycznym. Piąty na igrzyskach azjatyckich w 2010 i ósmy w 2014. Dwunasty na mistrzostwach Azji w 2014. Mistrz igrzysk panarabskich w 2011 i drugi w 2023. Wicemistrz arabski w 2022 roku.